# Stéphane Moreau (homme politique)
Pour les articles homonymes, voir Stéphane Moreau et Moreau.
 (22 janvier 2021).
Le texte peut changer fréquemment, n’est peut-être pas à jour et peut manquer de recul. 
Le titre et la description de l'acte concerné reposent sur la qualification juridique retenue lors de la rédaction de l'article et peuvent évoluer en même temps que celle-ci.
Stéphane Moreau est né le 26 mai 1964 à Paris, en France. Cependant, il a vécu pendant sa jeunesse à Alleur. C'est un ancien homme politique belge francophone, anciennement membre du Parti socialiste. 
Bourgmestre d'Ans entre 2011 et 2017, Stéphane Moreau est également administrateur de sociétés. Il a notamment été l'administrateur délégué de Nethys jusqu'en octobre 2019,.

## Biographie
Stéphane Moreau est issu d'une famille modeste, et est élevé par deux de ses grands-parents. 
Il était membre du Parti socialiste et considère Michel Daerden comme son mentor politique,. L'un de ses grand-pères était conseiller communal socialiste.  
En 1987, il est titulaire d'une licence en Sciences politiques de l’Université de Liège.   
Sa carrière débute en 1988, lorsqu'il intègre le cabinet du ministre des Pensions de l'époque, Alain Van der Biest. En 1990, André Cools décide que Van der Biest doit lui succéder au ministère wallon des Affaires locales. Ce dernier recrute Stéphane Moreau dans son cabinet. Plus tard, Guy Mathot  le fera venir à Liège, où il devient le chef de cabinet du bourgmestre socialiste de la ville de Liège Henri Schlitz. C'est Stéphane Moreau qui a été envoyé fin des années 1990 pour remettre de l'ordre avec autoritarisme chez les pompiers de Liège.  
Stéphane Moreau a été bourgmestre de la commune d'Ans de 2011 à avril 2017 et cumule de nombreux autres mandats : administrateur-délégué de l'IGIL (Intercommunale de gestion immobilière), vice-président de la société de logements du plateau d'Ans, administrateur d'EDF Luminus, de Meusinvest, de Publipart, de la Socofe, et patron de Nethys. Il devient en 2013 le patron du groupe de presse L’Avenir, l'un des médias les plus puissants de Wallonie. En 2017, via communiqué de presse, il renonce à son mayorat. Grégory Philippin lui succéde.

## Affaires judiciaires

### Fraude à l'assurance
Le 28 février 2010, un arbre se trouvant sur la propriété de Stéphane Moreau à Ans est déraciné par le vent et occasionne de nombreux dégâts (évalués à environ 50 000 euros) à la maison de son voisin. L'échevin ansois fait donc appel à la compagnie d'assurance Ethias. Cette dernière intervient en couverture des dégâts et paye les réparations. Par la suite, la justice soupçonne Stéphane Moreau de ne pas avoir été assuré au moment du sinistre et d'avoir rédigé avec Ethias un contrat prenant cours au 1er janvier de l'année et non au lendemain du sinistre, ce qui a évité à l'administrateur délégué d'indemniser son voisin avec son propre argent. Stéphane Moreau, ainsi que des employés de la compagnie d'assurance, sont inculpés pour faux en écriture. Ceux-ci réfutent les accusations et parlent d'un "geste commercial". En juin 2018, la chambre du conseil décide d'un non-lieu, faute d'indices sérieux. À la suite de cela, le parquet interjette appel, mais le 2 décembre 2019, il annonce en chambre des mises en accusation qu'il se désiste de son appel,,,.

### Dossier Tecteo / Ogeo
En 2008, il est mis en cause à la suite d'une lettre anonyme pour abus de biens sociaux dans le cadre du groupe Tecteo (renommé Publifin puis Enodia) et pour une suspicion de trafic d'influence concernant sa mère et la Société de Logement du Plateau. Stéphane Moreau échappe finalement aux poursuites en payant une transaction pénale.

### Affaire Publifin
Fin 2016, il est mis en cause dans l'affaire Publifin,. L'affaire Publifin éclate après les révélations du journal Le Vif/L'Express mettant en lumière que des mandataires politiques locaux, membres du PS, du MR, du cdH et essentiellement originaires de la province de Liège, perçoivent d'importantes rémunérations de Publifin pour assister aux réunions des comités de secteur, alors que certains n'assistent pas ou peu à ces réunions. Publifin étant une intercommunale entièrement détenue par la province de Liège et les communes liégeoise, ces révélations concernent donc de l'argent public. À la suite de sa mise en cause, Stéphane Moreau démissionne du Parti socialiste en avril 2017, au moment où est engagée sa procédure d'exclusion. Il sera finalement radié définitivement du Parti socialiste quelques jours plus tard,.

### Affaire des investissements au Nord-Kivu
En septembre 2020, Nethys dépose plainte avec constitution de partie civile contre ses anciens dirigeants Stéphane Moreau, Pierre Meyers et Marc Beyens pour abus de biens sociaux dans un dossier de construction de centrale hydroélectrique dans la province du Nord-Kivu (République démocratique du Congo) dans lequel des investissements publics et privés s'entremêlaient. Les anciens dirigeants impliqués auraient utilisé leurs liens avec Nethys pour effectuer des investissements privés dans la province congolaise du Nord-Kivu afin de leur éviter des pertes à titre personnel (en transférant à Nethys les actions et créances qu'ils détenaient dans ce projet de centrale électrique).

### Affaire Nethys

#### Vente de l'opérateur Voo et indemnités perçues
En septembre 2019, le journal Le Soir révèle que Nethys a procédé en mai 2019 à la vente secrète de l'opérateur de téléphonie et d'internet Voo au fonds d'investissement américain Providence, sans en avertir la maison mère de Nethys, l'intercommunale Enodia (ex-Publifin). Peu de temps après cette vente, trois membres du conseil d'administration de Nethys, Stéphane Moreau, Pol Heyse et Bénédicte Bayer quittent la société après avoir bénéficié d'importantes indemnités (le rapport de Nethys cite les sommes de 11 627 756 euros pour Stéphane Moreau, 2 288 515 euros pour Pol Heyse et 1 195 757 euros pour Bénédicte Bayer). Outre le fait que ces départs interviennent peu de temps après la vente douteuse de l'opérateur Voo, les rémunérations perçues suscitent l'indignation, étant donné que Nethys est une société entièrement détenue par l'intercommunale Enodia (ex-Publifin), elle-même détenue par la province de Liège et par des communes liégeoises. À la suite de ces révélations, Nethys décide d'attaquer Stéphane Moreau, Pol Heyse et Bénédicte Mayer en justice afin de récupérer le montant des indemnités versées. Le Gouvernement wallon fait également immédiatement annuler la décision de verser les indemnités litigieuses.  
En décembre 2019, la justice fait saisir plus de 11 millions d'euros sur les comptes bancaires des trois ex-administrateurs. 

#### Scandale du "compte secret"
En décembre 2020, à la suite d'une étude de la société de consultance Deloitte, il est révélé que Stéphane Moreau et Pol Heyse détenaient un compte "secret" auprès de la banque ING par lequel transitaient des fonds publics à des fins d'utilisations privées. Selon le rapport de Deloitte, ce compte aurait  vu transiter 38,7 millions d'euros de "dépenses atypiques" qui auraient permis à l'ex-management de Nethys de "mener grand train". Outre de nombreuses dépenses somptuaires (voyages à Saint-Tropez, Las Vegas, Paris et Casablanca, dépenses importantes en vins, etc), le compte aurait également été utilisé pour financer des avocats à des fins privées ou payer des proches pour des missions de consultance pour lesquelles il n'existe pas ou peu de prestations démontrables,.

#### Mandat d'arrêt et incarcération
Stéphane Moreau, Pol Heyse et Bénédicte Bayer sont interpellés le 22 janvier 2021. À la suite de leur détention provisoire et de leurs auditions, Stéphane Moreau et Pol Heyse sont placés sous mandat d'arrêt par le juge d'instruction et transférés à la prison de Lantin. Stéphane Moreau est inculpé de faux, usage de faux, escroquerie, abus de biens sociaux et détournement par une personne exerçant une fonction publique. Pol Heyse est inculpé d'abus de biens sociaux et de détournement par une personne exerçant une fonction publique. Bénédicte Bayer est inculpée des mêmes chefs d'accusation mais est libérée sous conditions. 
Stéphane Moreau a passé cinq jours à la prison de Lantin, avant d'être transféré dans celle de Marche-en-Famenne. Trois semaines plus tard, il est libéré sous conditions. Il n’a pas apprécié sa sortie de prison et porte plainte contre Frédéric de Thier, le directeur de la prison de Marche-en-Famenne, pour violation du secret professionnel, coalition de fonctionnaires, corruption publique, atteinte aux libertés et aux droits constitutionnels par un fonctionnaire public, car la presse était présente lors de sa sortie et les images ont été partagées en masse dans les réseaux sociaux.

#### Instruction judiciaire pour corruption contre l’intercommunale Resa, sortie du giron de Nethys mi-2018
En novembre 2020, une instruction judiciaire est ouverte par le parquet général de Liège pour des faits de “corruption”, “prise d’intérêts” et violations de “quelques lois spéciales concernant l’organisation des marchés publics”. Figurent au centre de cette nouvelle affaire le patron de l’Intercommunale Resa, Gil Simon, et l’ex-PDG de Nethys, Stéphane Moreau. Son avocat, Me Jean-Dominique Franchimont, fils de l’avocat Michel Franchimont (qui a donné, au lendemain de l’affaire Dutroux, son patronyme à une loi), et l’huissier de justice Paul Tintin (ancien président du club de football de la Royale Entente Durbuy) sont également inquiétés par la justice.

#### «Les mains invisibles»
Les noms de quatre autres politiciens liégeois sont cités dans un rapport qui date de juin 2020 et qui émane du comité de rémunération de Nethys. Deux représentants du PS (Jean-Claude Marcourt et Jean-Pierre Hupkens) et du MR (Daniel Bacquelaine et Pierre-Yves Jeholet) figurent dans ce volumineux rapport, ainsi que Fabian Culot, membre du CA d’Énodia lui aussi pointé du doigt pour avoir participé à ces réunions. Jeholet, Bacquelaine et Fabian Culot (MR) démentent.

### Autres
La justice soupçonne Stéphane Moreau et sa compagne de s’être fictivement domiciliés et déclarés cohabitants légaux à Ans, en 2018, pour empocher 440 000 euros,.

## Distinctions
- Chevalier de l'ordre de la Couronne en avril 2016. Cette nomination était pourtant illégale étant donné que Stéphane Moreau était et est toujours concerné par plusieurs enquêtes judiciaires en cours. Celle décision fut validée par le ministre-président Paul Magnette, le ministre des Pouvoirs locaux de l'époque Paul Furlan et par le Service public de Wallonie[49].